# Harmostes dorsalis
Harmostes dorsalis är en insektsart som beskrevs av Hermann Burmeister 1835. Harmostes dorsalis ingår i släktet Harmostes och familjen smalkantskinnbaggar. Inga underarter finns listade i Catalogue of Life.